# メランコリック・ジゴロ -あぶない相続人-
『メランコリック・ジゴロ』-あぶない相続人-（メランコリック・ジゴロ -あぶないそうぞくにん-）は、宝塚歌劇団のミュージカル作品。

## 概要
大戦後のヨーロッパ、カーニバルを控えたとある港町。上流階級入りを夢見るジゴロの青年・ダニエルは突然パトローネに捨てられ、生活苦から友人のスタンが持ち込んだ睡眠口座詐欺の片棒を担ぐ。自分にそっくりな青年・アントワンになりすまし、彼の父親の銀行口座を相続したダニエルだが、期待に反して預金残高は僅かだった。その僅かな金でやけ酒を飲み明かしていたダニエル達のもとに、アントワンの妹・フェリシアが訪ねてくる。15年ぶりの再会を喜ぶ彼女を前に、ダニエルは自分が偽者の兄だと言い出せなくなってしまう。
さらに二人の昔馴染みだと言うフォンダリという男の一味が現れる。どう見ても堅気でない彼はかつてアントワンの父親に多額の金を貸したと主張し、2人に返済を迫る。
ダニエルはフェリシアと一緒に街を逃げ回ることになる。彼女は幼少期に父と兄アントワンが相次いで蒸発、最近母とも死別したため天涯孤独の身の上であった。ジゴロとして享楽的な暮らしを送っていながら内心に埋めがたい孤独を抱えていたダニエルはその境遇に同情を寄せるとともに、彼女の素朴な人柄に惹かれていく。
さらにフォンダリ達を追って刑事達が街に現れる。彼には過去の大規模な列車強盗事件の嫌疑が掛かっていたのである。ダニエルとフェリシアは捕物に巻き込まれ、その事件に隠されたフェリシアの家族の秘密に迫っていくことになる。

## これまでの上演
1993年・花組公演（初演）
形式名は「サスペンス・コメディ」。15場。
2月19日から3月19日（新人公演：3月9日）に宝塚大劇場、6月3日から6月28日（新人公演：6月15日）まで東京宝塚劇場にて上演。
主演は安寿ミラ。
2幕のショー作品は『ラ・ノーバ!』
2008年・花組公演
形式名は「サスペンス・コメディ」。
2月2日(土)から2月25日(月)まで中日劇場公演で上演。
主演は真飛聖。花組トップスターお披露目公演として再演された。
2幕のショー作品は『ラブ・シンフォニーⅡ』
2010年・花組公演
形式名は「サスペンス・コメディ」。
全国ツアーで上演。
主演は真飛聖。
2幕のショー作品は『ラブ・シンフォニー』
| 公演日         | 公演場所                                             |
| 11月13日（土） | 梅田芸術劇場・メインホール（大阪府）                 |
| 11月14日（日） | 梅田芸術劇場・メインホール（大阪府）                 |
| 11月16日（火） | ホクト文化ホール(長野県県民文化会館)（長野県）       |
| 11月17日（水） | まつもと市民・芸術館（長野県）                       |
| 11月19日（金） | 神奈川県民ホール（神奈川県）                         |
| 11月20日（土） | 神奈川県民ホール（神奈川県）                         |
| 11月21日（日） | 神奈川県民ホール（神奈川県）                         |
| 11月23日（火） | さいたま市文化センター（埼玉県）                     |
| 11月25日（木） | 新潟県民会館（新潟県）                               |
| 11月27日（土） | 広島市文化交流会館（広島県）                         |
| 11月28日（日） | 石央文化ホール（島根県）                             |
| 11月30日（火） | 倉敷市民会館（岡山県）                               |
| 12月1日（水）  | アルファあなぶきホール(香川県県民ホール)（香川県）   |
| 12月3日（金）  | 北九州ソレイユホール(旧・九州厚生年金会館)（福岡県） |
| 12月4日（土）  | 福岡市民会館（福岡県）                               |
| 12月5日（日）  | 福岡市民会館（福岡県）                               |
| 12月7日（火）  | アルカスSASEBO（長崎県）                             |
| 12月8日（水）  | 長崎ブリックホール（長崎県）                         |
| 12月11日（土） | 沖縄コンベンションセンター（沖縄県）                 |
| 12月12日（日） | 沖縄コンベンションセンター（沖縄県）                 |
| -------------- | ---------------------------------------------------- |

2015年・宙組公演
全国ツアーで上演。
形式名は「サスペンス・コメディ」。
主演は朝夏まなと。
2幕のショーは『シトラスの風III』
| 公演日        | 公演場所                                                          |
| 10月10日 (土) | 梅田芸術劇場・メインホール（大阪府）                              |
| 10月11日 (日) | 梅田芸術劇場・メインホール（大阪府）                              |
| 10月12日 (月) | 梅田芸術劇場・メインホール（大阪府）                              |
| 10月15日 (木) | 島根県芸術文化センター「グラントワ」                              |
| 10月17日 (土) | 日本特殊陶業市民会館フォレストホール （名古屋市民会館）（愛知県） |
| 10月18日 (日) | 日本特殊陶業市民会館フォレストホール （名古屋市民会館）（愛知県） |
| 10月20日 (火) | 金沢歌劇座（石川県）                                              |
| 10月21日 (水) | 金沢歌劇座（石川県）                                              |
| 10月22日 (木) | オーバード・ホール（富山県）                                      |
| 10月24日 (土) | オリンパスホール八王子（東京都）                                  |
| 10月25日 (日) | 市川市文化会館（千葉県）                                          |
| 10月27日 (火) | まつもと市民・芸術館（長野県）                                    |
| 10月28日 (水) | コラニー文化ホール （山梨県立県民文化ホール）                     |
| 10月30日 (金) | 新潟県民会館                                                      |
| 10月31日 (土) | 會津風雅堂（福島県）                                              |
| 11月1日 (日)  | 南陽市文化会館（山形県）                                          |
| 11月3日 (火)  | 由利本荘市文化交流館カダーレ（秋田県）                            |
| 11月5日 (木)  | 北上さくらホール（岩手県）                                        |
| 11月7日 (土)  | ニトリ文化ホール （旧・北海道厚生年金会館）（北海道）             |
| 11月8日 (日)  | ニトリ文化ホール （旧・北海道厚生年金会館）（北海道）             |
| ------------- | ----------------------------------------------------------------- |

2018年・花組公演
全国ツアーで上演。
形式名は「サスペンス・コメディ」
主演は柚香光。
2幕のショーは『EXCITER!!2018』
| 公演日        | 公演場所                                               |
| 11月22日 (木) | 神奈川県民ホール（神奈川県）                           |
| 11月23日 (金) | 神奈川県民ホール（神奈川県）                           |
| 11月24日 (土) | 神奈川県民ホール（神奈川県）                           |
| 11月27日 (火) | 昌賢学園まえばしホール（前橋市民文化会館）（群馬県）   |
| 11月28日 (水) | 大宮ソニックシティ 大ホール（埼玉県）                  |
| 11月30日 (金) | 北九州ソレイユホール（旧・九州厚生年金会館）（福岡県） |
| 12月1日 (土)  | 福岡市民会館（福岡県）                                 |
| 12月2日 (日)  | 福岡市民会館（福岡県）                                 |
| 12月4日 (火)  | 長崎ブリックホール（長崎県）                           |
| 12月6日 (木)  | 広島文化学園HBGホール（広島市文化交流会館）（広島県）  |
| 12月8日 (土)  | オーバード・ホール（富山県）                           |
| 12月9日 (日)  | 金沢歌劇座（石川県）                                   |
| 12月11日 (火) | 刈谷市総合文化センター アイリス（愛知県）              |
| 12月12日 (水) | 刈谷市総合文化センター アイリス（愛知県）              |
| 12月13日 (木) | 刈谷市総合文化センター アイリス（愛知県）              |
| 12月15日 (土) | 梅田芸術劇場・メインホール（大阪府）                   |
| 12月16日 (日) | 梅田芸術劇場・メインホール（大阪府）                   |
| ------------- | ------------------------------------------------------ |

## スタッフ
- 作・演出：正塚晴彦
- 作曲・編曲：高橋城
- 振付：尚すみれ

### 1993年
- 音楽指揮：小高根凡平（宝塚）[2]、清川知巳（東京）[4]
- 装置：大橋泰弘[2]
- 衣装：任田幾英[2]
- 照明：勝柴次朗[2]
- 音響：加門清邦[2]
- 小道具：伊集院徹也[2]
- 効果：川ノ上智洋[2]
- 演出補：谷正純[2]
- 演出助手：加藤誠[2]
- 装置補：新宮有紀[2]
- 衣装補：有村淳[2]
- 舞台進行：森田智広[2]
- 製作担当：津村健二（東京）[4]
- 制作：市橋信男[2]

## 主な登場人物と配役
主な登場人物
- ダニエル(ジゴロ。パトロンに捨てられ、生活苦から詐欺の片棒を担ぐ羽目になる)
- フェリシア(図書館に勤める娘。ダニエルを本物の兄と信じて訪ねて来る)
- スタン(ダニエルのジゴロ仲間。ダニエルを詐欺の計画に誘い込む)
- ティーナ(スタンの恋人)
- フォンダリ(ダニエルに借金の返済を迫る怪しげな人物)
- バロット(フォンダリの息子)
- ルシル(バロットの妻)
- マチウ(気弱な弁護士)
- ベルチェ(フォンダリを追う刑事)
- ロジェ(フォンダリを追う刑事)
- カティア(ホテルの女主人)
- レジーナ(ダニエルのパトロン)
- セラノ(カフェのマスター)
- バート(ジゴロ)
- アルマン(ジゴロ)
- クロード(ジゴロ)
- ユベール(ジゴロ)
- 浮浪者(カフェによく現れる謎の男)

配役
|            | 1993年花組                     | 2008年花組 （中日） | 2010年花組 （全国ツアー） | 2015年宙組 （全国ツアー） | 2018年花組 （全国ツアー） |
| ---------- | ------------------------------ | ------------------- | ------------------------- | ------------------------- | ------------------------- |
| ダニエル   | 安寿ミラ 愛華みれ （匠ひびき） | 真飛聖              | 真飛聖                    | 朝夏まなと                | 柚香光                    |
| フェリシア | 森奈みはる （月影瞳）          | 桜乃彩音            | 蘭乃はな                  | 実咲凜音                  | 舞空瞳                    |
| スタン     | 真矢みき （夏城令）            | 壮一帆              | 壮一帆                    | 真風涼帆                  | 水美舞斗                  |
| マチウ     | 愛華みれ （姿月あさと）        | 悠真倫              | 真野すがた                | 星吹彩翔                  | 一之瀬航季                |
| ティーナ   | 華陽子 （幸美杏奈）            | 野々すみ花          | 華月由舞                  | 彩花まり                  | 華優希                    |
| フォンダリ | 未沙のえる （香織ゆたか）      | 愛音羽麗            | 愛音羽麗                  | 寿つかさ                  | 羽立光来                  |
| バロット   | 真琴つばさ （初風緑）          | 未涼亜希            | 華形ひかる                | 愛月ひかる                | 飛龍つかさ                |
| ルシル     | 詩乃優花 （みずき愛）          | 桜一花              | 初姫さあや                | 伶美うらら                | 真鳳つぐみ                |
| ベルチェ   | 磯野千尋 （貴月あゆむ）        | 夏美よう            | 夏美よう                  | 澄輝さやと                | 冴月瑠那                  |
| ノルベール | 橘沙恵 （大伴れいか）          | 高翔みず希          | 悠真倫                    | 凛城きら                  | 高翔みず希                |
| ロジェ     | 宝樹芽里 （ ）                 | 華形ひかる          | 月央和沙                  | 瑠風輝                    | 和海しょう                |
| レジーナ   | 美月亜優 （ ）                 | 舞城のどか          | 花野じゅりあ              | 綾瀬あきな                | 華雅りりか                |
| セラノ     | 天地ひかり （ ）               | 大伴れいか          | 浦輝ひろと                | 風馬翔                    | 峰果とわ                  |
| バート     | 紫吹淳 （ ）                   | 眉月凰              | 眉月凰                    | 和希そら                  | 千幸あき                  |
| アルマン   | 匠ひびき （ ）                 | 白鳥かすが          | 瀬戸かずや                | 秋音光                    | 碧宮るか                  |
| クロード   | 姿月あさと （ ）               | 祐澄しゅん          | 輝良まさと                | 秋奈るい                  | 天城れいん                |
| ユベール   | 夏城令 （ ）                   | 望月理世            | 夕霧らい                  | 星月梨旺                  | 高峰潤                    |
| 浮浪者     | 橘沙恵 （ ）                   |                     |                           |                           | 高翔みず希                |

1. ↑  体調不良で途中数日休演。
2. ↑  安寿休演に伴い数日間代役を勤めた。

＊（）内は新人公演キャスト。不明点は空白とする。